# Thoralf Hagen
Thoralf Hagen (Oslo, 22 de setembre de 1887 - Oslo, 7 de gener de 1979) va ser un remer noruec que va competir a començaments del segle xx.
El 1920 va prendre part en els Jocs Olímpics d'Anvers, disputà dues proves del programa de rem. En la competició del quatre amb timoner, formant equip amb Birger Var, Theodor Klem, Henry Larsen i Per Gulbrandsen, guanyà la medalla de bronze; la mateixa medalla que guanyà en la prova del vuit amb timoner. En ambdues tripulacions exercia de timoner.